# Crise de l'électricité à Gaza en 2017
La crise de l'électricité à Gaza  en 2017 fait référence au bras de fer engagé entre le Hamas et l’Autorité palestinienne au sujet de l'approvisionnement en électricité de la bande de Gaza sous contrôle du Hamas dix ans après sa prise de pouvoir armée de ce territoire en juin 2007. 

## Contexte
Le 26 avril 2017, le président palestinien Mahmoud Abbas décide de ne plus payer à Israël la facture d’électricité d'un montant mensuel de onze millions de dollars pour l'approvisionnement du territoire côtier palestinien à partir de 10 lignes électriques qui couvrent environ 30 % des besoins de la population gazaouie. Israël déduit ce montant des taxes et des douanes qu'il  perçoit pour le compte du gouvernement de Ramallah. L'Égypte fournit elle aussi de l'électricité, environ 15 %, mais l'approvisionnement est moins fiable,. Cette décision du président palestinien a pour objectif de « pousser le mouvement islamiste à renoncer au contrôle de Gaza », sous blocus égyptien et israélien. À la suite de la décision d'Abbas de diminuer de 40 % ses paiements , le gouvernement israélien réduit le 11 juin 2017  de trois quarts d'heure l'approvisionnement quotidien de l'enclave palestinienne. En plus d'affaiblir l'approvisionnement en électricité, l’Autorité palestinienne a cessé de transférer des fonds au système de santé de Gaza. Selon une ONG israélienne spécialisée dans le droit à la santé « environ 240 nourrissons et des centaines de personnes atteintes de cancer et de fibrose kystique ne reçoivent pas de traitement ».
Le 19 juin, à la demande l'Autorité palestinienne, Israël réduit de huit mégawatts (6 % environ) par heure la quantité d’électricité que le pays fournit à la bande de Gaza et le 21 juin, 
l'Égypte commence à livrer du carburant à la bande de Gaza. Ce jour-là, 22 camions devraient transiter par le terminal de Rafah, à la frontière entre l’Egypte et la bande de Gaza. Le million de litres de carburant industriel qu’ils transportent sera directement acheminé vers la centrale électrique.

## Réactions

### Réaction du Hamas
Après l'annonce, en mai 2017, par Mahmoud Abbas, de vouloir cesser les paiements de l’électricité fournie par Israël, le Hamas a accusé le gouvernement Abbas de « comportement irresponsable » et a averti que « les réductions annoncées seraient désastreuses pour les 2 millions de résidents de Gaza ».
Le 12 juin 2017, à la suite de la mise en œuvre par Israël de la demande palestinienne de réduire le volume d'approvisionnement en électricité de la bande de Gaza, le Hamas a averti que ce développement « pousse la "bande" encore plus près de l'explosion ».

### Réaction de l’Autorité palestinienne
À la suite de l'annonce du gouvernement palestinien en mai, Ahmed Majdalani, un collaborateur d'Abbas, a déclaré que la prochaine mesure du gouvernement sera « une réduction abrupte de la quantité de médicaments qu'il envoie à Gaza chaque mois ». Majdalani a accusé le Hamas de « vendre les médicaments et de récolter l'argent ». Il a ajouté que « seuls les médicaments nécessaires seront envoyés directement aux hôpitaux de Gaza ».

### Réaction en Israël
Le 12 juin 2017, le ministre israélien Guilad Erdan déclare « C'est une décision d'(Abbas) ...  que les Israéliens paient la facture d'électricité de Gaza est situation impossible ». Lors de la réunion gouvernementale convoquée sur cette crise, les responsables militaires israéliens ont donné leur aval à une réduction de l'approvisionnement énergétique de la bande de Gaza tout en estimant que « le Hamas pourrait réagir en escaladant les hostilités avec Israël ».
Le 13 juin, Benjamin Netanyahou déclare que la question de l'électricité à Gaza est  un conflit interne et un différend financier entre l'Autorité palestinienne et le Hamas. Selon des sources en Israël des discussions sont cependant en cours avec le Caire et avec des pays européens sur les moyens de résoudre la crise.
Le 24 juin, Yuval Steinitz, ministre israélien  de l’Energie, qui s'est opposé à la coupure de l'électricité à la bande de Gaza faite à la demande de Mahmoud Abbas, déclare qu'Israël devrait recommencer à fournir de l’électricité à la bande de Gaza et ne pas permettre que sa politique soit dictée par les dirigeants palestiniens.

### Réaction de l’Égypte
Selon des médias arabes,  le 13 juin, l'Égypte propose au Hamas une plus grande liberté de passage à sa frontière avec la bande de Gaza et une augmentation du débit d’électricité qu'elle fournit au territoire contrôlé par le Hamas s'il accepte plusieurs exigences sécuritaires égyptiennes dont, la remise de 17 suspects réfugiés dans la bande de Gaza recherchés par le Caire pour terrorisme, la fin de la contrebande d'armes dans le Sinaï, une sécurité accrue aux frontières et des informations sur les mouvements dans les tunnels transfrontaliers vers Gaza .

## Conséquences

### Conséquences humanitaires
Le 15 juin 2017, Robert Piper (en) coordinateur des affaires humanitaires des Nations-Unies avertit que « les coupures d'électricité supplémentaires auraient un effet désastreux » et qu'elles risquent « de provoquer un effondrement total des services de base, y compris les fonctions critiques dans les secteurs de la santé, de l'eau et de l'assainissement ». Il estime par ailleurs que « le peuple de Gaza ne devrait pas être en otage de cette longue dispute palestinienne interne ».
Le 21 juin, l'Egypte livre du carburant pour relancer la centrale électrique de Gaza, lui permettant un approvisionnement pour les célébrations qui marquent la fin du mois de jeûne du ramadan.

### Conséquences politiques
Le 15 juin 2017, le gouvernement palestinien en Cisjordanie a bloqué  onze sites d'information affiliés au Hamas et à d'autres rivaux politiques critiquant Mahmoud Abbas,.

## Articles Connexes
- Bande de Gaza
- Autorité palestinienne
- Hamas